# Remigio Moltó y Díaz-Berrio

Retrato de Remigio Moltó Díaz Berrio en 1852, litografía de Pedro Barcala Sánchez.

Remigio Moltó y Díaz-Berrio (Valencia, 1 de octubre de 1816-Madrid, 1893) fue un militar español, director general de la Guardia Civil del 6 de agosto de 1884 hasta el 9 de diciembre de 1885 con empleo de teniente general al que acedió en abril de 1876.

## Biografía
Era hijo del teniente coronel alcoyano Ventura Moltó y hermano del general Antonio Moltó y Díaz-Berrio. Inició su carrera militar durante la Primera Guerra Carlista, combatiendo en distintos frentes con el bando liberal; capitán de la Guardia Real en 1840, fue gobernador político-militar de Bisayas en las Islas Filipinas de 1861 a 1865, y capitán general de Granada y Burgos antes de tomar posesión de la Dirección General de la Guardia Civil. En julio de 1874, con grado de mariscal de campo, fue designado por el Gobierno delegado especial para investigar lo ocurrido en Cuenca, tomada por los carlistas en la tercera guerra.
En diciembre de 1878 fue elegido diputado por la provincia de Alicante, distrito de Alcoy, en sustitución del fallecido Ricardo Alzugaray Yanguas, y Senador por la misma circunscripción en las legislaturas de 1879-1880, 1880-1881, 1884-1885 y 1885-1886. Culminó su carrera militar en marzo de 1887, con el nombramiento de capitán general de Castilla la Vieja.